# Attanasio Calderini
Attanasio Calderini (XVIII sec. – XIX sec.) è stato un chirurgo e politico italiano.

## Biografia
Originario di Milano, a partire dal 1774-1775 si trasferì stabilmente in Puglia, forse per scampare a un'imputazione di uxoricidio. Affermava di essere un chirurgo, ma Luca de Samuele Cagnazzi lo definisce "un ciarlatano".
Stabilitosi in Altamura per esercitare la sua professione di chirurgo presso la Regia Corte, fu in seguito incarcerato dal governatore regio di Altamura Gennaro Taveri. Fu liberato il 25 luglio 1798 in seguito alla grazia del sovrano e si stabilì ad Altamura. Vitangelo Bisceglia racconta come in passato "più volte era stato denunciato per sentimenti rivoluzionari e irreligiosi".
Era già stato incarcerato prima dei fatti della Rivoluzione altamurana (1799) per "idee democratiche", e, durante la stessa rivoluzione, fu eletto a maggioranza di voti come comandante della guardia repubblicana insieme al sergente di cavalleria Angelo Sorge, rimanendo in seguito unico comandante. Ciononostante, quando i sovrani visitarono Altamura, "spiegò il maggior rispetto e attaccamento. Fece polire ed ornare le strade, istruì il popolo del modo come dovea contenersi, ed alla testa di molti bravi giovani servì di scorta alle Reali Persone". Nella scorta vi era anche l'altamurano Maurizio D'Alesio. 
Nello stesso periodo, inoltre, fu il principale fautore della piantumazione dell'albero della libertà. I testimoni, infatti, raccontarono che si era recato personalmente in campagna, in contrada San Tommaso (grave Ruggeri), l'aveva fatto recidere e trasportare in città a sue spese e, intorno allo stesso albero, aveva ballato e cantato canzoni sulla libertà e uguaglianza e contro il re insieme a coloro che l'avevano aiutato.
Nominato comandante, volle "tentare un colpo". Si recò a Foggia, dove c'era una colonna francese, e parlò col generale e col presidente del Comitato rivoluzionario Novelli e consigliò i nominativi di Pasquale Viti e Vincenzo Melodia, entrambi aristocratici ed esponenti di primo piano della massoneria di Altamura. Ritornò ad Altamura con alcune carte, sulle quali erano indicati i nominativi dei municipalisti, che dovevano essere Vincenzo Melodia e Pasquale Viti, di cui quest'ultimo come presidente. Questo generò malcontento, specie tra i più radicali, dal momento che entrambi erano degli aristocratici, e gli stessi Melodia e Viti si arrabbiarono con Calderini per averli messi in quella spiacevole situazione. Credendo che le carte portate da Calderini non fossero autentiche, fu inviata una delegazione all'armata per chiedere chiarimenti ed eventualmente modificare i nominativi.
Negli atti dell'indagine del notaio Innocenzo Patella che seguì i fatti del 1799, fu descritto come un "uomo di poca fede, brigante e pieno di ambizione"; inoltre fu accusato di esercizio abusivo della professione medica e di concubinaggio.
Dimostrò inoltre un certo opportunismo allorché, con il ritorno dei Borbone, "si dichiarò realista, e divenne denunciante di molti Altamurani". Anche lo storico Ottavio Serena esprime dei dubbi sulla sincerità dei suoi propositi, dal momento che uscì "da Altamura in compagnia del cardinale Ruffo, andò a vivere tranquillamente a Pomigliano d'Arco, né venne mai perseguitato e condannato, ma fu tra i testimoni nel processo dei rei di Stato altamurani e ignorasi come abbia reso le sue deposizioni". Anche nelle note dell'opera di Vitangelo Bisceglia, Cronache (1800), sono riportate parole poco lusinghiere su di lui.

## Il racconto di Cagnazzi
Nella sua autobiografia, lo scienziato italiano Luca de Samuele Cagnazzi afferma che "un certo D. Attanasio Calderini Chirurgo Milanese che da Ciarlatano erasi fissato in Altamura da più anni, si presentò al Generale Francese in Foggia, assumendo il carattere di Deputato del Comune, e cercò l'organizzazione repubblicana nel nostro Paese. Il Generale Broussier sanzionò una nota prodotta dal detto Calderini. Questo [Calderini] mi era contrario come turbolento, ma vedeva che io conosceva bene le cose, onde e per far andare avanti l'affare, e per oltraggiarmi mi fece nominare Cancelliere della Municipalità" (riferendosi ai fatti della Rivoluzione altamurana del 1799).
In un altro passo, Cagnazzi racconta di quando fu condotto al carcere di Pomigliano d'Arco e, grazie alla conoscenza del Luogotenente, fu scarcerato. Era, però, richiesto il riconoscimento e per questo fu chiamato un certo D. Attanasio Calderini, "Chirurgo Milanese, da tant'anni dimorante in Altamura" e "ivi portato appresso dal Cardinale [Fabrizio Ruffo]". Attanasio Calderini riconobbe Cagnazzi e, nonostante il riconoscimento fosse veritiero, Cagnazzi diede a Calderini la somma di sei ducati e altri sei ne diede la mattina successiva su richiesta di Calderini.